# Rue Danton (Paris)
Pour les articles homonymes, voir Rue Danton.
La rue Danton est une voie située dans le quartier de la Monnaie dans le 6e arrondissement de Paris.

## Situation et accès
Longue de 180 mètres, elle commence place Saint-André-des-Arts et 1, rue Suger et finit 116, boulevard Saint-Germain et rue de l’Éperon.
Elle est desservie par la ligne 4 à la station Saint-Michel.

## Origine du nom

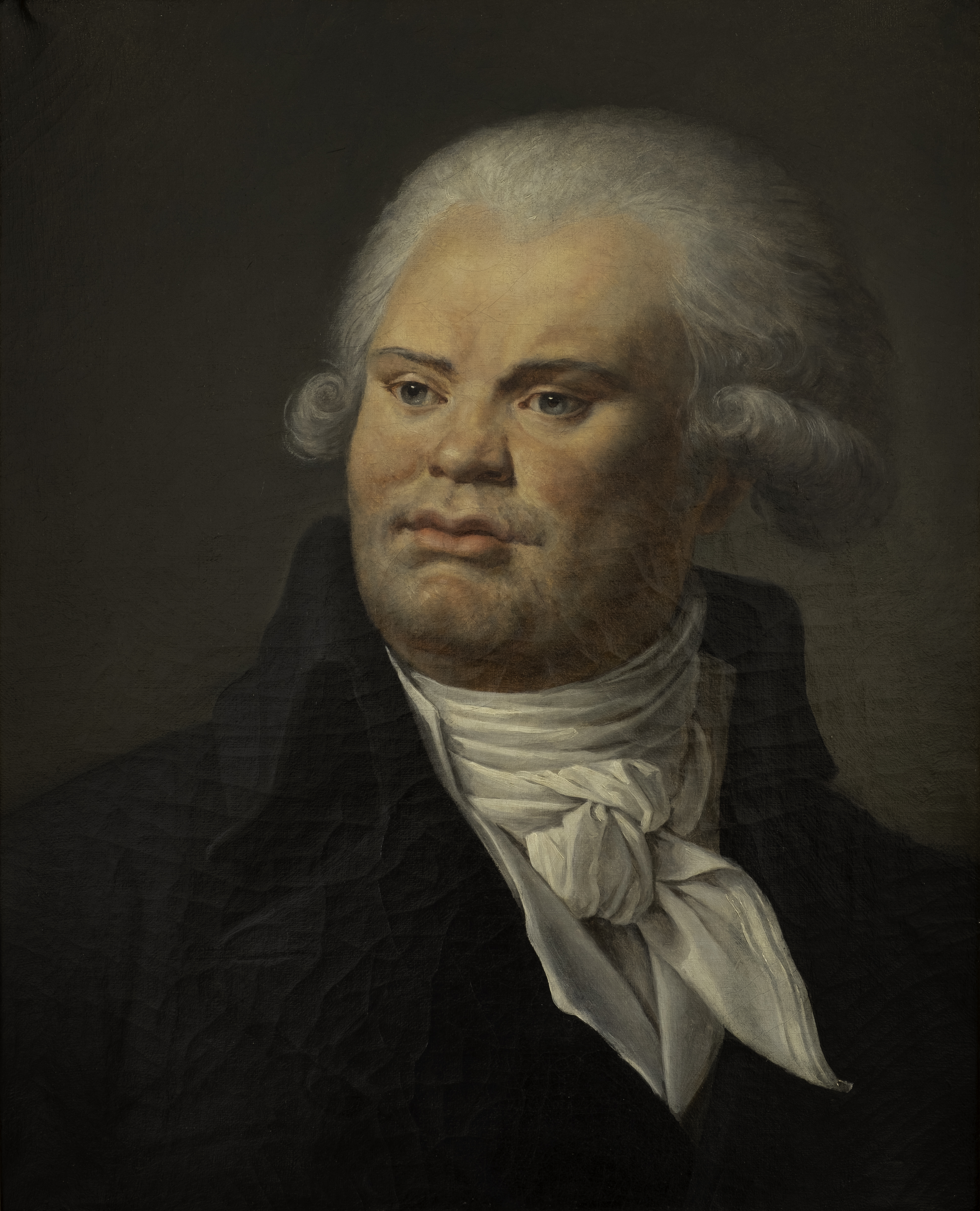
Danton.

La rue porte depuis son origine, en 1890, le nom de Danton qui vécut à proximité.

## Historique
La rue Danton est une voie récente de ce quartier pourtant très ancien avec des rues immédiates alentour remontant au XIIe siècle. Elle ne fut ouverte qu'entre 1888 entre les rues Suger et Serpente et, en 1895, entre la rue Serpente et le boulevard Saint-Germain.

## Bâtiments remarquables et lieux de mémoire

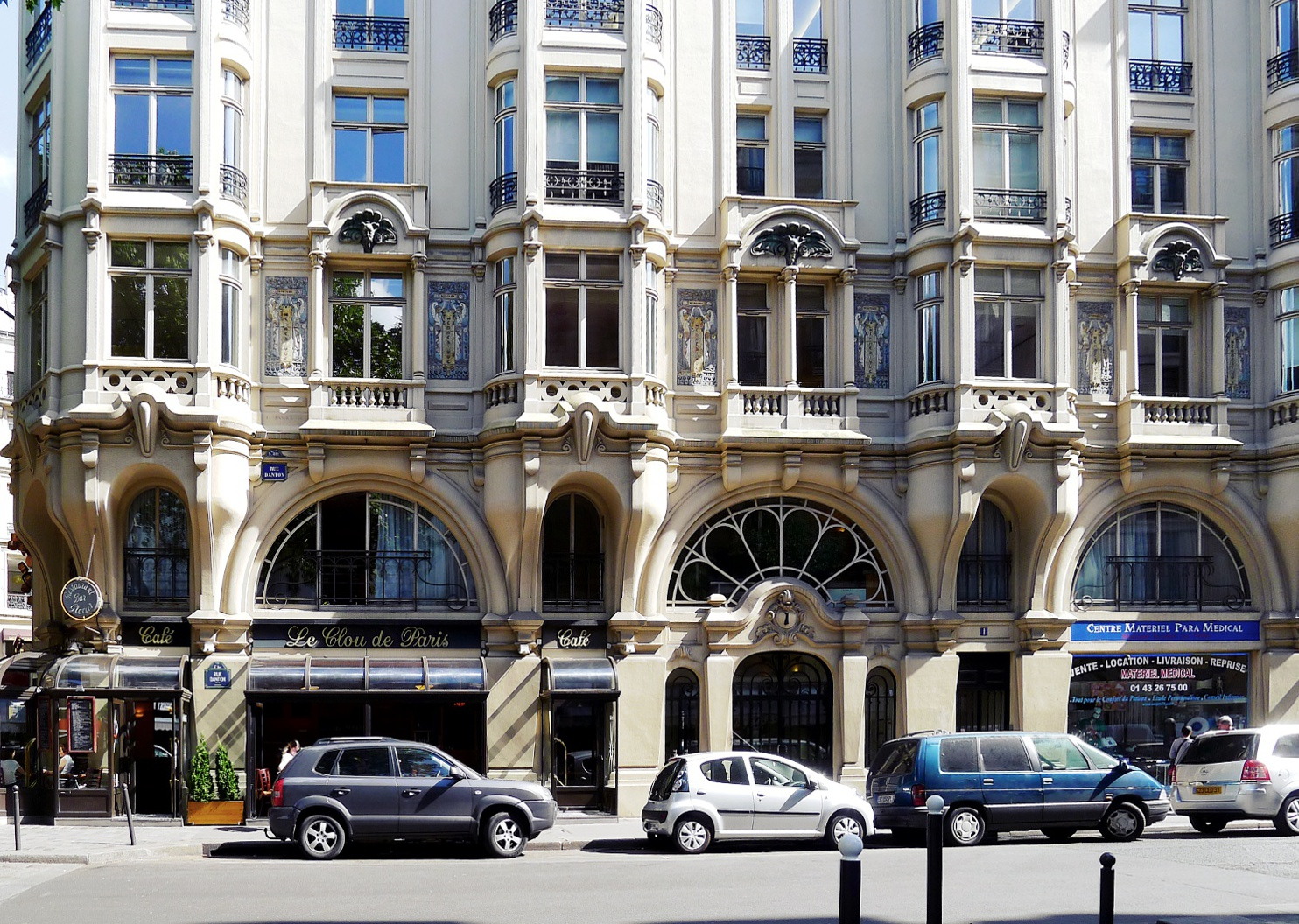
No 1 : immeuble Hennebique.

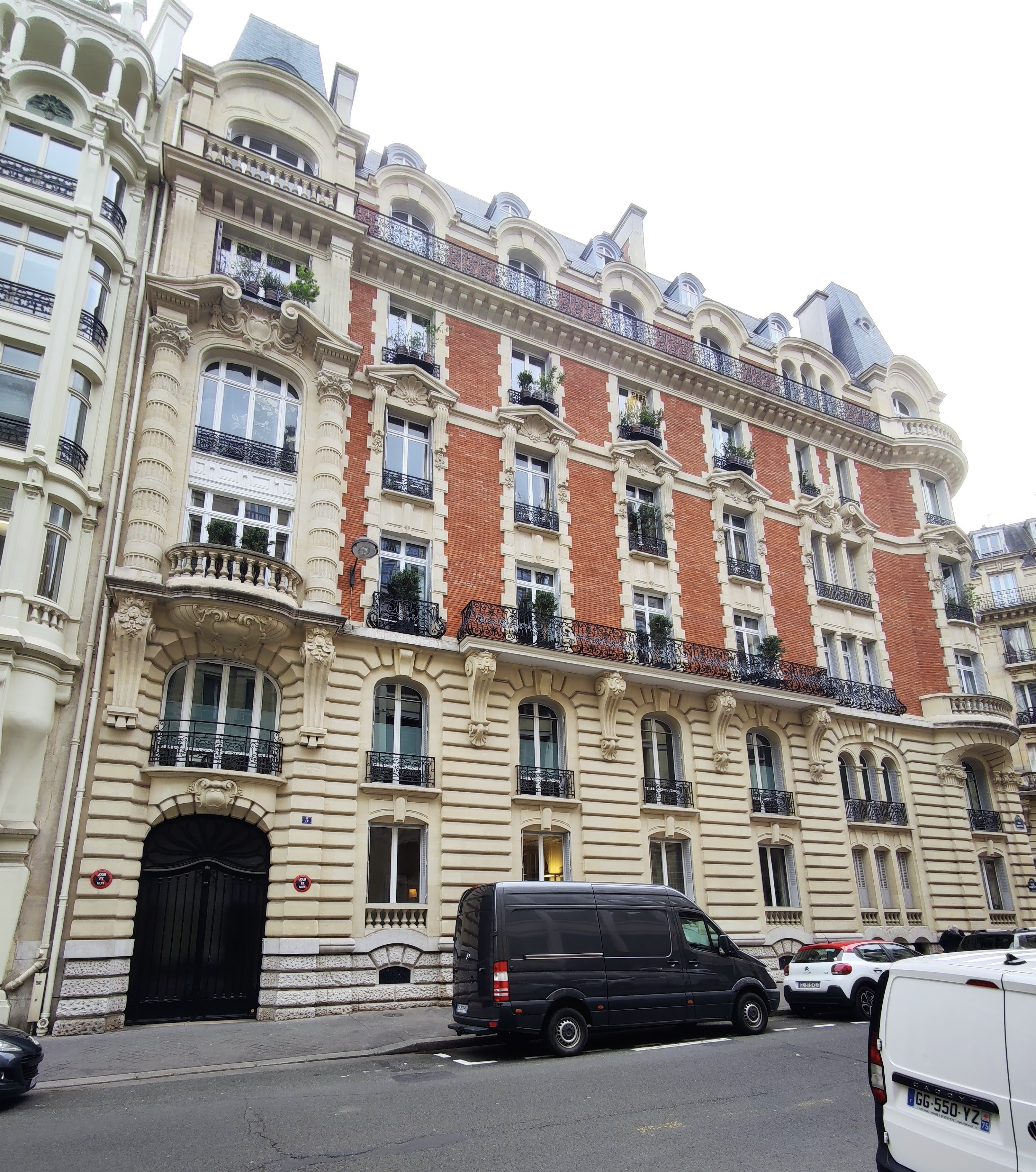
No 3.

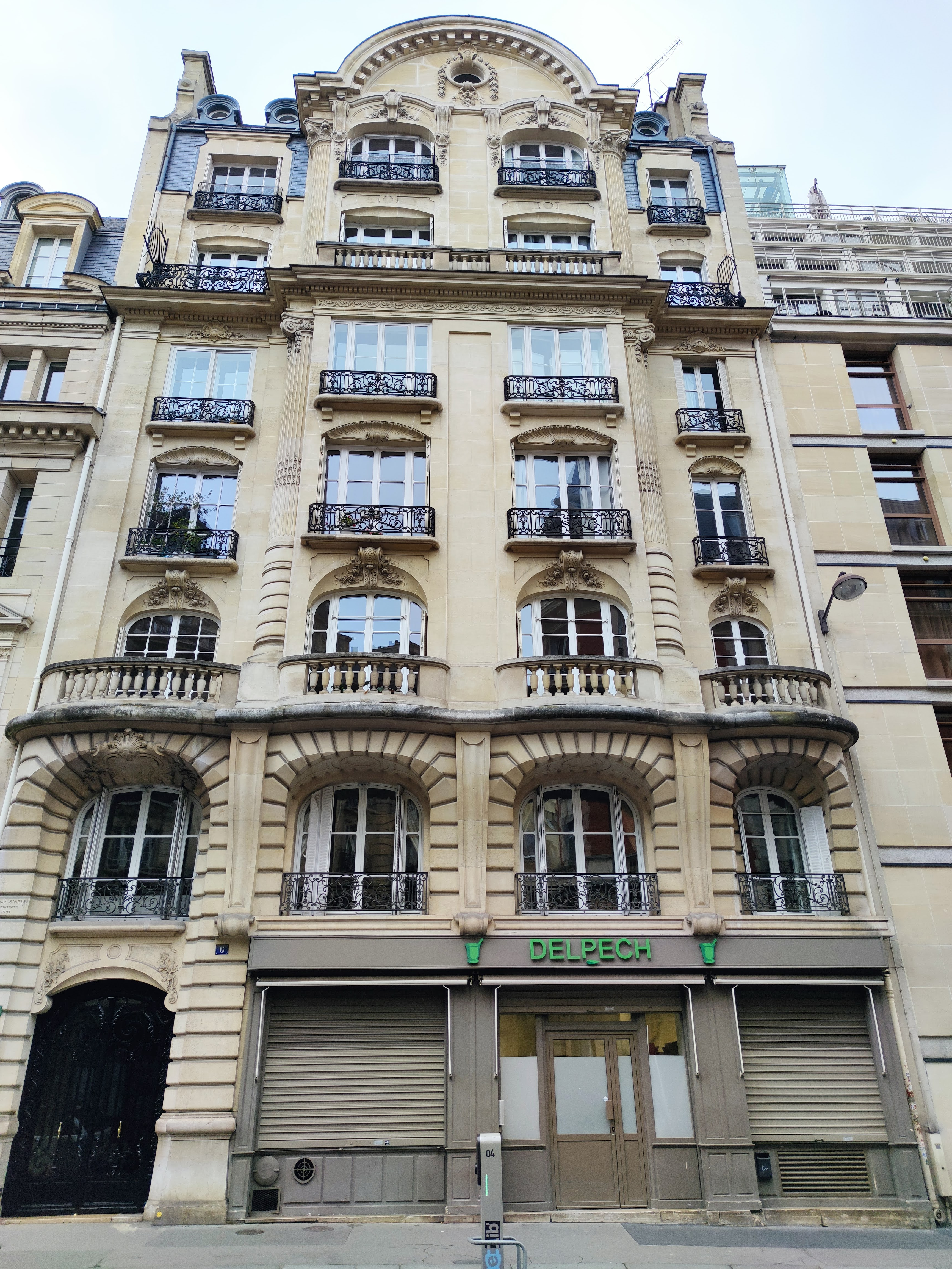
No 6.

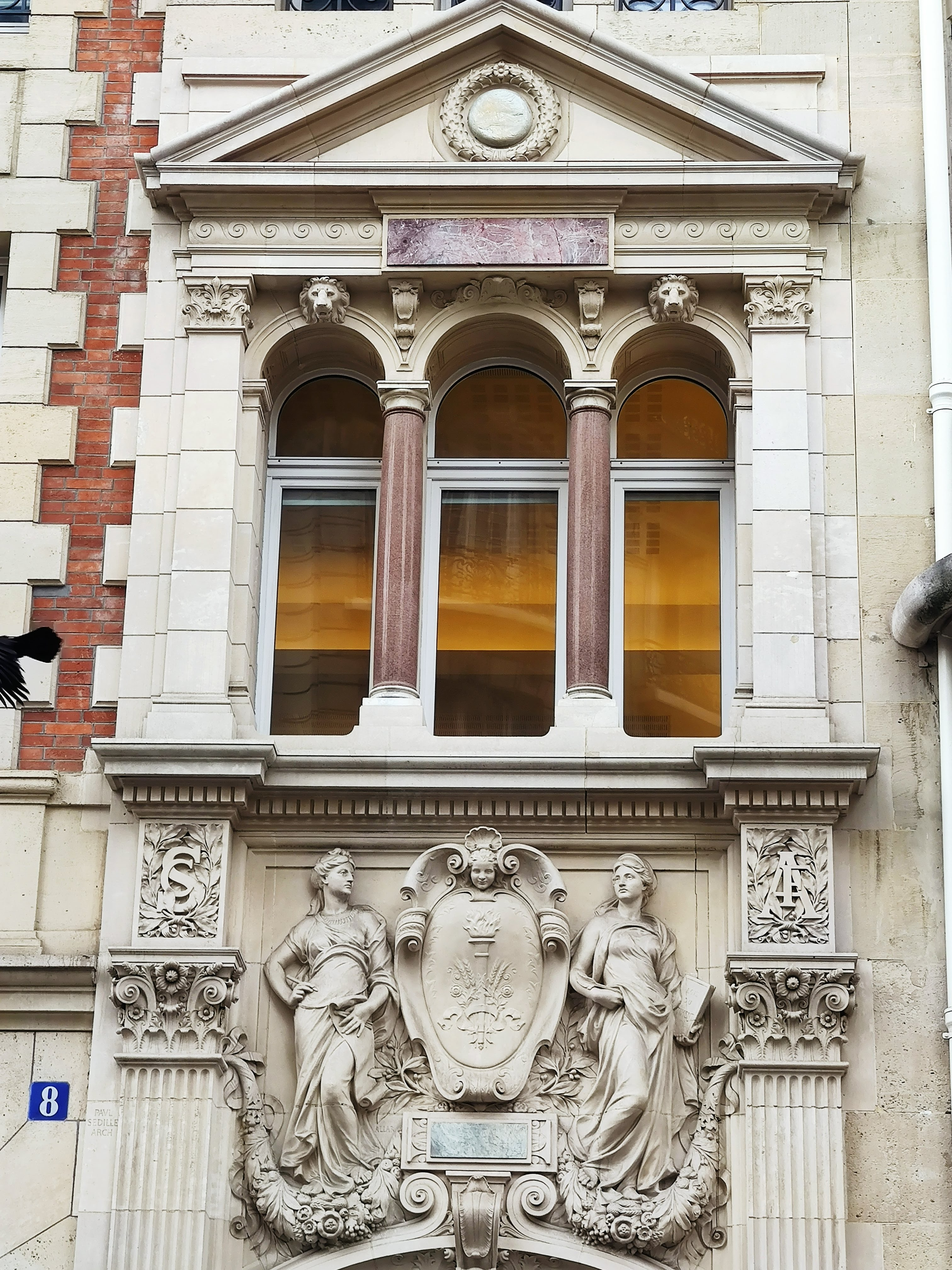
No 8 : détail de la façade.

- Au croisement avec la rue de l'Éperon se trouve une plaque commémorative en hommage à Ferdinand Kronis, tué pendant la Libération de Paris.

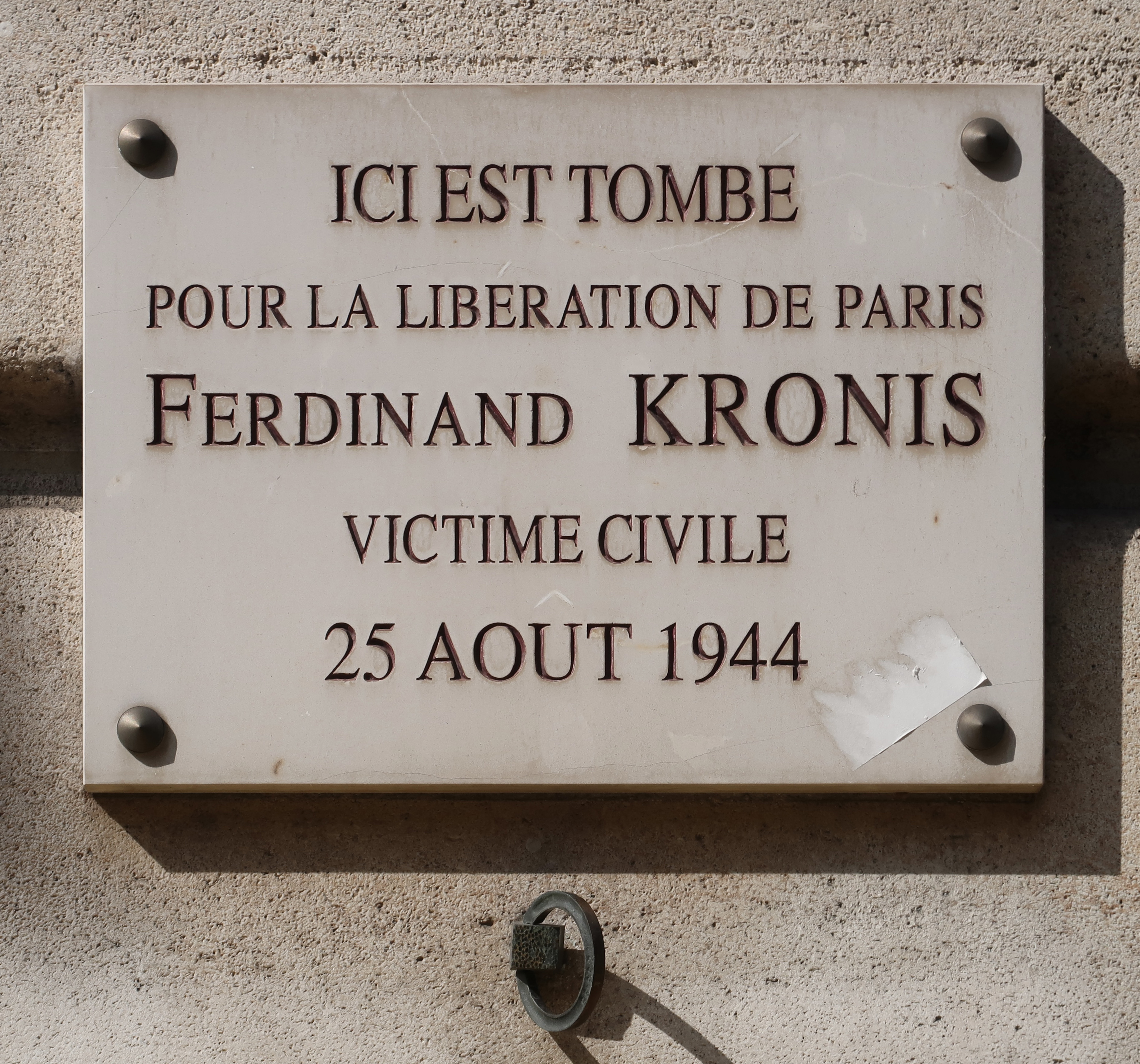
Plaque en hommage à Ferdinand Kronis.

- En 1981, l’homme politique Jack Lang habite la rue et y organise chaque dimanche un dîner, auquel participe notamment le nouveau président de la République, François Mitterrand[3].
- No 1 : immeuble construit en 1900, par l'ingénieur François Hennebique et l'architecte Édouard Arnaud, le premier immeuble parisien utilisant la technique du béton armé du Système Hennebique[4]. Les fonds de la façade du bâtiment ont été décorés avec les céramiques ou mosaïques Art nouveau, du céramiste Alexandre Bigot[5]. Cet immeuble est inscrit à l’inventaire supplémentaire des monuments historiques en 1964[6].
- No 3 : immeuble construit par l'architecte Édouard Perrone, primé au Concours de façades de la ville de Paris en 1900[6].
- No 5 : « maison à loyer » (Louis Fagot architecte)[7]. À cette adresse s'installe en 1909 la danseuse et chorégraphe Isadora Duncan, qui y a à la fois un studio de danse et ses appartements privés.
- No 8 : hôtel des sociétés savantes, occupé par la faculté des lettres, construit en 1900, en pierre et en briques, par les architectes Paul Sédille et Fernand Delmas à l'emplacement de l'hôtel de Thou (dont l'adresse était alors 13, rue des Poitevins). Il s'appelait hôtel Mesgrigny lorsqu'il était habité par le libraire Buisson, éditeur du Cabinet des modes. Au début du XIXe siècle, il était l'hôtel Panckoucke[8].